# بحيرة كاريبا

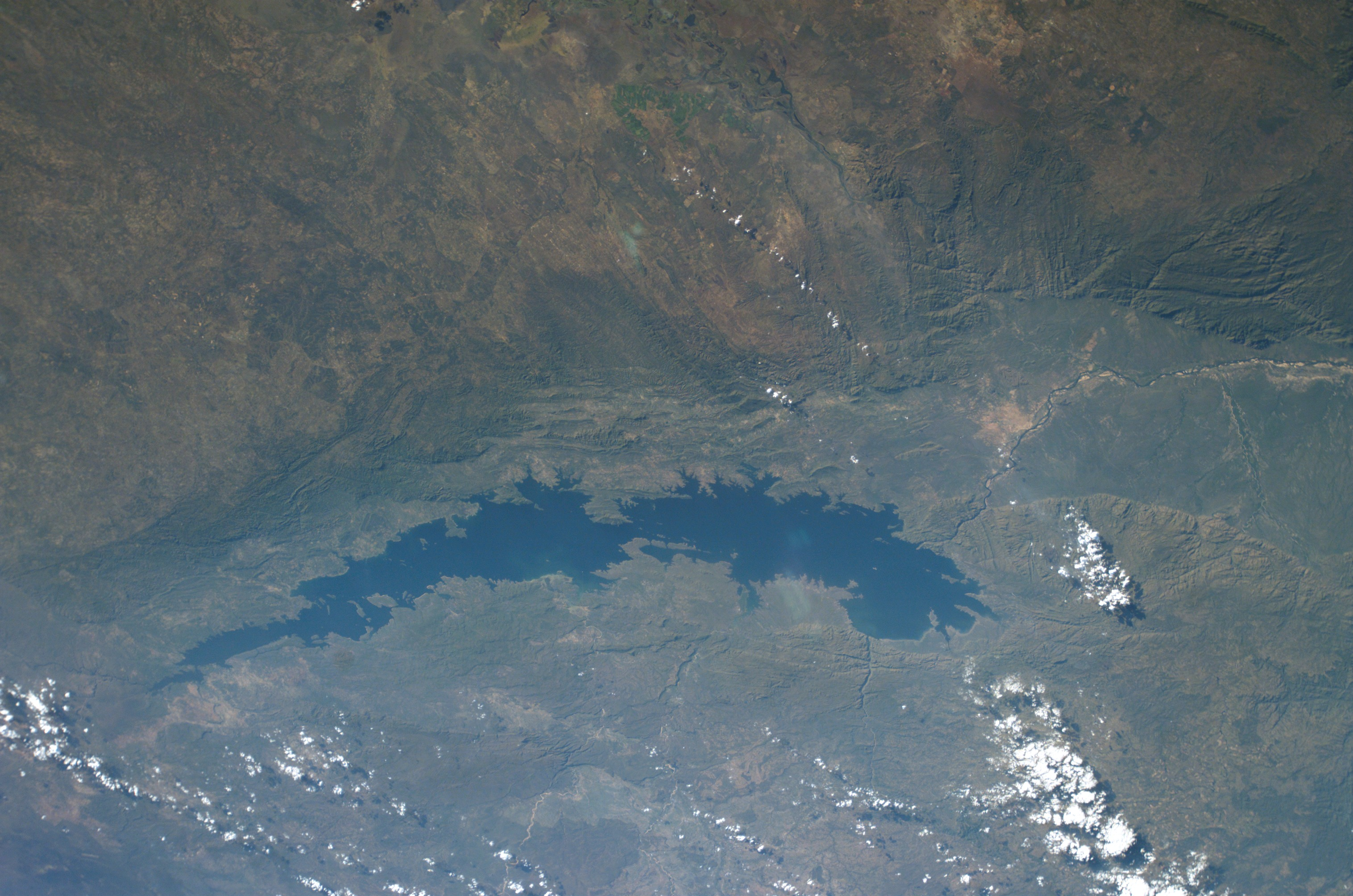
صورة فضائية لبحيرة كاريبا

بحيرة كاريبا هي واحدة من أكبر البحيرات الاصطناعية في العالم، وتقع على طول الحدود بين زامبيا وزيمبابوي. وتبعد 1300 كيلومتر عن المحيط الهندي. وقد تكونت هذه البحيرة وبدأت بالامتلاء بالمياه بين عام 1958 و1963 بعد الانتهاء من إنشاء سد كاريبا على نهر الزمبيزي.
ومن أجل اسكان عمال البناء أقيمت بلدة كاريبا التابعة لزيمبابوي على ضفاف بحيرة السد، وهناك بعض المستوطنات مثل «مليبيزي» في زيمبابوي و«سيافونغا» في زامبيا شهدت نمواً في إقامة المساكن للمواطنين الذين هجروا من أرضهم بسبب ارتفاع المياه وغمرها لحقولهم وقراهم بعد إنشاء السد.

## صفات البحيرة
يبلغ طول بحيرة كاريبا 220 كيلومتر، وعرضها 40 كيلومتر، ومساحتها 5580 كيلومتر مربع، وسعتها التخزينية من المياه تصل إلى 185 كيلومتر مكعب، ومتوسط عمقها 29 متر، وأقصى عمق في البحيرة 97 متر. وتعتبر أكبر خزان مياه اصطناعي في العالم صنعه الإنسان.
أما حجم المياه الهائلة التي تختزنها البحيرة فتبلغ حوالي 200 مليار طن، ويعتقد أن هذا الحجم الهائل من المياه لها علاقة بإحداث تأثيرات على طبقات الأرض وحركاتها في المنطقة النشطة بالهزات الأرضية وشملت أكثر من 20 زلزالاً أكبر من 5 درجات بمقياس ريختر. والبحيرة بها عدد من الجزر وتشمل: جزيرة كل من مآزي، مشابي، شيتي، سيكولا، سامبا كاروما، فوذيرجل، سبرونج، جزيرة الثعبان، جزيرة انتيلوب، وتشيكانكا.

## البيئة الطبيعية
قبل أن تغمر المياه تلك الأراضي وتتكون بحيرة كاريبا تم إحراق الغطاء النباتي من مختلف النباتات والأشجار والشجيرات والأعشاب والمحاصيل الزراعية وذلك بهدف تشكيل طبقة سميكة من التربة الخصبة على تلك الأرض التي سوف تصبح قاع البحيرة، لهذا فإن البيئة الطبيعية الجديدة ستكون أمراً حيوياً لهذه البحيرة ومنطقة عيش الكائنات الحية. لقد أدخلت أنواع عديدة من الأسماك لتتكاثر في البحيرة وبشكل خاص ذلك النوع من السمك الشبيه بالسردين والذي يعرف بالكابنتا أو «السردين التنجنيقي». وهذا النوع من السمك نقل من بحيرة تنجانيقا ويعتبر حالياً مصدر مهم للثروة السمكية وغذاء للإنسان في مناطق بحيرة كاريبا. وهناك العديد من الحيوانات البرية والزواحف والبرمائيات مثل التماسيح النيلية وفرس النهر بالإضافة لسمك النمر كل هذه من الأنواع المستوطنة الأصلية في النظام النهري للزمبيزي والتي تتغذى على سمك السردين التنجانيقي مما أدى إلى ازدهار البيئة الحياتية في البحيرة وما حولها، وفتح باباً للسياحة مما شكل مصدراً للدخل وتوفير فرص عمل للسكان هناك وكذلك مورد اقتصادي يساهم في دعم مشاريع العناية والمحافظة على البيئة الطبيعية للبحيرة وتطويرها ومصدر دخل لميزانية دول البحيرة. وقد بدأت كل من زامبيا وزيمبابوي في تطوير صناعة السياحة هناك وعلى طول شواطئ البحيرة وجذب مصادر الاستثمار في هذا القطاع، وتنظيم برامج ورحلات سياحية في البحيرة ومحيطها الطبيعي لمشاهدة الطبيعة الخلابة لتلك المناطق والكائنات البرية والطيور التي تعيش هناك. إن نسور السمك وطيور الغاق (وهي طيور مائية ضخمة يوجد تحت منقارها جراب يضع فيه الطائر صيده من السمك) وطيور المياه الأخرى فإن كل هذا يشاهد باستمرار على ضفاف تلك البحيرة بالإضافة إلى قطعان الفيلة التي تشاهد في المناطق المحاذية لشواطئ البحيرة.

## المناطق المحمية
هناك جزء كبير من بحيرة كاريبا والذي يقع ضمن حدود زيمبابوي تحول إلى متنزه ترفيهي واسع حيث يعتبر واحداً من ضمن متنزهات زيمبابوي الوطنية للحياة البرية.

## وصلات خارجية
- "Lake Kariba" السياحة في زامبيا/ بحيرة كاريبا
- "Lake Profile: Kariba" بحيرات العالم. بحيرة كاريبا / معلومات عامة
- World Lakes Database entry for Lake Kariba هيئة بيئة البحيرات الدولية / بحيرة كاريبا